# Remilly-Aillicourt
 Remilly-Aillicourt  es una población y comuna francesa, en la región de Champaña-Ardenas, departamento de Ardenas, en el distrito de Sedan y cantón de Raucourt-et-Flaba.

## Demografía
| 924 | 903 | 825 | 819 | 782 | 781 |
| Para los censos de 1962 a 1999 la población legal corresponde a la población sin duplicidades (Fuente: INSEE [Consultar]) |     |     |     |     |     |